# Ben Madgen
Ben Madgen (Williamstown, 7 febbraio 1985) è un ex cestista australiano.